# Klankholte
Een klankholte of resonator is een met lucht gevulde holte in de vorm van een buis of vat zoals de Helmholtzresonator die zodanig gebouwd is dat trillingen in de lucht versterkt worden doordat bij bepaalde frequenties resonanties optreden.

## Klankholte of holle resonator
Klankholtes kunnen verschillende vormen hebben, zo onderscheidt men klankbuizen en klankkasten. Bij muziekinstrumenten zoals de xylofoon en marimba zorgen exact afgestemde resonatoren ervoor dat de energie van de aanslag over een lange tijd verdeeld wordt, waarmee een toon veel langer doorklinkt. Iedere toon heeft hier zijn eigen resonator. In een vibrafoon is in de resonator een draaiend stel schoepen aangebracht, waardoor de resonantie zijn vibrerende klank verkrijgt.
De kast van een viool of een gitaar is er op ontworpen dat het geluid van de in trilling gebrachte snaar goed wordt versterkt. Omdat een resonator alleen heel specifieke tonen versterkt heeft de klankkast van snaarinstrumenten juist geen beoogde resonantiefunctie; sterker nog, de - wel degelijk aanwezige - resonantiefrequentie van de klankholte (met grondtoon doorgaans rond de frequentie van een na laagste snaar) is nogal eens storend (wolfstoon). De klankkast heeft hier de functie van een groot klankblad, de resonantie van de klankholte is hier een onhandig bijverschijnsel. 
De buis van een blaasinstrument kan ook beschouwd worden als een klankbuis waarvan de effectieve lengte veranderd kan worden, bijvoorbeeld door het openen of sluiten van gaten in de buis. 

## Massieve resonator
Het begrip resonator is iets breder dan het begrip klankholte in die zin dat het ook mogelijk is dat er resonantie optreedt in een ander object dan een gasgevulde ruimte. Sommige snaarinstrumenten  (bijvoorbeeld de viola d'amore) hebben bijvoorbeeld extra resonantiesnaren die mede in trilling gebracht worden door resonantie met de speelsnaar. Ook in een vast lichaam als een stemvork kan resonantie ontstaan.